# 张豇菲
张豇菲（1978年—），河南唐河人，汉族，中华人民共和国政治人物、第十一届全国人民代表大会解放军代表。
担任南京军区某师炮兵团二连班长，是中共党员。2008年起担任全国人大代表。